# Expasy

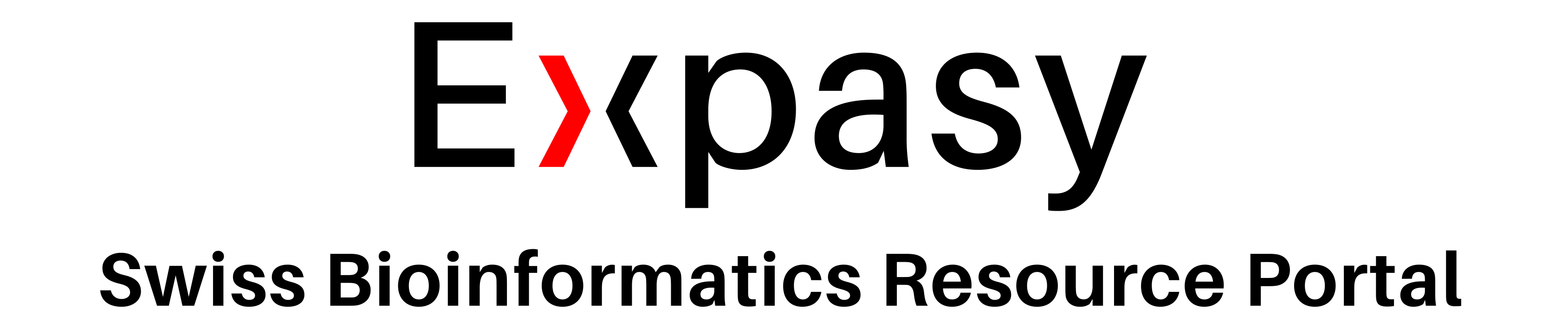
Logo Expasy

Expasy est le portail de ressources bioinformatiques géré par le SIB, l'Institut suisse de bioinformatique. Il s'agit d'un portail extensible et intégrateur qui donne accès à plus de 160 bases de données et outils logiciels, développés par les groupes du SIB et soutenant une série de domaines des sciences de la vie et de la recherche clinique, de la génomique, de la protéomique et de la biologie structurale, à l'évolution et à la phylogénie, à la biologie des systèmes et à la chimie médicale. Les ressources individuelles (bases de données, outils logiciels basés sur le web et téléchargeables) sont hébergées de manière décentralisée par différents groupes du SIB Institut suisse de bioinformatique et des institutions partenaires.

## Le moteur de recherche Expasy
Grâce à un moteur de recherche convivial, Expasy vous permet d'effectuer des recherches en toute transparence :
1. D'interroger en parallèle un sous-ensemble de bases de données du SIB par une seule recherche;
2. Parcourir les informations et les connaissances liées à l'ensemble des >160 ressources du portail[1] .

Expasy fournit des informations qui sont automatiquement alignées sur la version la plus récente de chaque ressource, garantissant ainsi une information à jour.
Les termes utilisés dans Expasy sont basés sur l'ontologie complète de l'EDAM .

## Historique
Expasy a été créé en août 1993. À l'origine, il s'appelait ExPASy (Expert Protein Analysis System) et faisait office de serveur protéomique pour analyser les séquence et les structures des protéines et électrophorèse bidimensionnelle.Entre autres, ExPASy hébergeait la base de connaissances des séquences protéiques, UniProtKB/Swiss-Prot, et son supplément annoté par ordinateur, UniProtKB/TrEMBL, avant que ceux-ci ne soient transférés sur le site web d'UniProt. 
ExPASy a été le premier site web des sciences de la vie et fait partie des 150 tout premiers sites web au monde
Au 5 avril 2007, ExPASy avait été consulté un milliard de fois depuis son installation le 1er août 1993.
En juin 2011, il est devenu le portail de ressources bioinformatiques ExPASy du SIB : un catalogue diversifié de ressources bioinformatiques développé par les groupes du SIB.
La version actuelle d'Expasy a été publiée en octobre 2020 à la suite d'une étude massive des utilisateurs et en tenant compte des aspects de conception, d'expérience utilisateur et d'architecture.